# Arazzo di Bayeux
L'arazzo di Bayeux, noto anche con il nome di arazzo della regina Matilde e anticamente come Telle du Conquest, è un tessuto ricamato (quindi non un vero e proprio arazzo, a dispetto del nome corrente), realizzato in Normandia o in Inghilterra nella seconda metà dell'XI secolo, che descrive per immagini gli avvenimenti chiave relativi alla conquista normanna dell'Inghilterra del 1066, culminanti con la battaglia di Hastings. Circa la metà delle immagini rappresenta, peraltro, fatti precedenti l'invasione stessa.
Benché in apparenza favorevole a Guglielmo il Conquistatore, al punto da essere considerato talvolta un'opera di propaganda, in realtà la sua finalità è l'affermazione della legittimità del dominio normanno in Inghilterra. L'arazzo si prefigge come obiettivo la convivenza pacifica tra normanni e anglosassoni: ne è la prova il fatto che, a differenza di altre fonti (le Gesta Guillelmi e il Carmen de Hastingae Proelio), l'arazzo pone sotto una luce positiva Aroldo, elogiato per la sua vicinanza e intimità con il re santo Edoardo il Confessore (scena 1), per il suo status aristocratico e signorile (scene 2 e 3), e per il suo valore, riconosciuto dallo stesso Guglielmo (scene 17 e 21). L'opera è espressione di settori del regno anglo-normanno che cercano di elaborare il trauma conseguente all'invasione, di sanare i conflitti e di avviare un'integrazione tra normanni e inglesi.
L'arazzo di Bayeux ha un valore documentario inestimabile per la conoscenza della Normandia e dell'Inghilterra dell'XI secolo. Costituito di varie pezze per una lunghezza totale di 68,30 metri, sino alla fine del XVIII secolo era conservato nella collezione della Cattedrale di Bayeux, mentre ora è esposto al pubblico nel Centre Guillaume-le-Conquérant di Bayeux.
Nel 2007 l'UNESCO lo ha inserito nel Registro della Memoria del mondo.

## Descrizione
L'arazzo di Bayeux è costituito dalla giustapposizione di nove pezze di lino di lunghezza compresa tra 2,43 e 13,90 metri e larghe circa 50 centimetri, ricamate con filo di lana in nove tinte naturali, il tutto per una lunghezza complessiva di 68,30 metri.
La sua impostazione grafica, articolata in azioni concatenate che vedono in scena un totale di 126 personaggi diversi, consente ad alcuni di vedervi un antenato del fumetto. Ogni scena è corredata di un breve commento in lingua latina. L'arazzo è amputato della parte finale, di lunghezza stimata intorno ai 90–200 cm, nella quale probabilmente si rappresentava l'incoronazione di Guglielmo.
Contiene la raffigurazione di 626 persone, 202 cavalli e muli, 505 animali di altro genere, 37 edifici, 49 alberi. In totale 1515 soggetti forniscono una miniera di informazioni visive sull'XI secolo: per la storia navale, ad esempio, si apprende dalla forma delle vele che le navi utilizzate erano di tipo vichingo; per l'oplologia che le armi usate da ambo le parti erano di origine scandinava; per l'araldica si registra il primo uso in battaglia di insegne allo scopo di distinguere amico da nemico.

## Storia
Verso l'anno 1100 il cronista francese Balderico di Bourgueil compose per Adele di Normandia, figlia di Guglielmo il Conquistatore, un poema nel quale descrive un arazzo intessuto di seta, oro e argento, e raffigurante la conquista dell'Inghilterra; anche se le misure dichiarate e i materiali costitutivi di tale arazzo indicano un oggetto diverso, benché l'esistenza stessa dell'arazzo della contessa Adele sia messa in discussione, è probabile che il poema di Balderico si ispiri, direttamente o indirettamente, all'arazzo di Bayeux.
Il più antico riferimento diretto all'arazzo è un inventario dei beni della cattedrale di Bayeux raccolto nel 1476, che ne menziona l'esistenza e precisa come venisse appeso lungo il perimetro della navata della cattedrale per alcuni giorni ogni estate. 
Nel 1562 alcuni religiosi, avvertiti dell'imminente arrivo di soldati ugonotti, nascosero gli oggetti sacri, tra cui l'arazzo, per salvarli dal saccheggio.
Per molto tempo noto solo localmente, l'arazzo cominciò a destare l'interesse degli eruditi alla fine del XVII secolo: tra gli altri se ne occuparono Antoine Lancelot (1675-1740), membro dell'Académie des inscriptions et belles-lettres, e Bernard de Montfaucon (1655-1741), storico e monaco benedettino.

All'epoca di Montfaucon, e da tempo immemorabile, l'arazzo era conservato arrotolato su una sorta di rullo, e custodito nella cattedrale, nel palazzo arcivescovile, o nella biblioteca cittadina; veniva svolto in alcune occasioni, come la visita di persone illustri, la festa delle reliquie e l'Ottava di san Giovanni nel mese di luglio, durante la quale era appeso lungo il perimetro della navata della cattedrale.
La Rivoluzione francese per poco non portò alla distruzione dell'arazzo: nel 1792, sotto la minaccia d'invasione, la Francia ordinò un reclutamento di massa; al momento della partenza del contingente di Bayeux, ci si rese conto che uno dei carri degli approvvigionamenti era privo di telone di copertura; qualcuno propose di utilizzare a tale scopo l'arazzo conservato in cattedrale, ma il commissario di polizia Lambert Léonard Leforestier giunse in tempo per impedire lo scempio.

Nel 1794, sotto la pressione di un movimento di opinione ansioso di preservare i beni artistici dalle violenze perpetrate durante il Terrore, l'arazzo fu dichiarato bene pubblico e posto sotto la tutela della Commissione Nazionale per le Arti, custodito in un deposito nazionale.
Progettando l'invasione dell'Inghilterra, Napoleone lo volle a Parigi a fini di propaganda nel novembre 1803, e ne ordinò l'esposizione al Musée Napoléon; fu allora che ricevette il soprannome di "arazzo della Regina Matilde", per iniziativa del direttore generale dei musei francesi, il quale si rifaceva alla tesi di Montfaucon.

A quanto pare Napoleone studiò a fondo l'arazzo, rimanendo affascinato da una coincidenza: il 6 dicembre 1803, nel pieno dei preparativi per l'invasione, su Dover era apparso un luminoso corpo celeste (probabilmente un bolide) con traiettoria sud-nord, che consentiva paragoni benauguranti, ai fini della spedizione, con la cometa apparsa nel 1066. 

L'arazzo tornò a Bayeux nel febbraio 1804, ormai noto a livello nazionale ed internazionale.
Aumentarono dunque gli studiosi interessati all'arazzo, così come le preoccupazioni riguardo alla sua conservazione: dal 1842 fu spostato in una sala della biblioteca pubblica, svolto dal suo supporto ed esposto al pubblico protetto da una lastra di vetro.
Nella seconda metà del XIX secolo Elisabeth Wardle, moglie di un ricco commerciante inglese, finanziò la creazione di una copia delle medesime dimensioni conservata attualmente in Gran Bretagna al museo di Reading. L'arazzo fu nuovamente nascosto durante la guerra franco-prussiana e durante la seconda guerra mondiale. Dopo essere stato sottoposto a restauro negli anni 1982-83, è oggi esposto al Centre Guillaume le Conquérant, a Bayeux.

### Origini e attribuzioni
Non è chiaro chi sia stato il committente né la località di manifattura dell'arazzo. Il milieu culturale, politico ed economico che connotava allora le regioni sulle due sponde della Manica, costituenti di fatto un solo Paese, consente con difficoltà di attribuirne oggi il concepimento e la realizzazione ad un ambito francese o ad uno inglese. 

Se è vero che mancano prove certe al riguardo, il dibattito storico ottocentesco, con le correnti di pensiero che da esso scaturirono, fu peraltro fortemente inquinato da tendenze nazionaliste; a ciò non sfuggirono i monumenti-simbolo quali l'Arazzo, e la battaglia di Hastings che vi viene rappresentata, tanto che l'indagine storica in materia ne porta ancora oggi i segni.
Dom Bernard de Montfaucon, che nel XVIII secolo fece conoscere l'arazzo alla comunità scientifica, attribuì l'opera alla moglie di Guglielmo il Conquistatore, la regina Matilde, basandosi su una leggenda locale e su alcune considerazioni opinabili quali la reputazione delle donne anglosassoni per sofisticati lavori di tessitura (reputazione menzionata anche dal biografo Guglielmo di Poitiers), e la frequenza con cui compaiono nelle cronache notizie di mogli intente a confezionare tessuti commemorativi delle gesta degli eroici mariti; tale ipotesi rimase incontestata per quasi un secolo, quando nel 1814 l'abate Gervais de La Rue, studioso esiliato in Inghilterra dopo la Rivoluzione francese, lo attribuì ad un'altra Matilde, l'imperatrice del Sacro Romano Impero pronipote di Guglielmo, datandone l'inizio al 1162, e ciò a partire dalla considerazione che l'arazzo non poteva aver resistito all'incendio della cattedrale di Bayeux del 1106.
L'Ottocento si rifiutò di attribuire a mano femminile la composizione di figure discutibili o decisamente oscene come quelle che appaiono nell'arazzo, per cui si iniziò a coltivare l'"ipotesi Oddone".

Esistono ragioni plausibili per accreditare l'arcivescovo Oddone di Bayeux tra i possibili committenti: Oddone è la figura più importante nella narrazione dell'arazzo dopo Guglielmo il Conquistatore; oltre i maggiori protagonisti (Harold Godwinson, Edoardo il Confessore, Guglielmo il Conquistatore, lo stesso Oddone) e la misteriosa Ælfgyva, sull'arazzo non hanno nome che tre persone: Wadard, Vital e Turold, ignoti ad ogni altra fonte contemporanea della battaglia di Hastings.

I tre furono tutti vassalli di Oddone nel Kent, probabile quindi facessero parte degli uomini che Oddone portò con sé in battaglia. Inoltre l'arazzo mostra Harold Godwinson mentre giura fedeltà e ausilio a Guglielmo sopra alcune reliquie, a Bayeux, quindi sotto l'autorità religiosa di Oddone(Orderico Vitale, da parte sua, situa l'episodio a Rouen, e Guglielmo di Poitiers a Bonneville-sur-Touques). Inoltre il ruolo di Oddone ad Hastings è appena menzionato nelle fonti non legate all'arazzo. Da tutto ciò alcuni storici concludono che Oddone, fra i pochi a possedere i mezzi finanziari per commissionare un'opera del genere, avesse interesse a mettere in evidenza, in un atto di propaganda personale all'interno della più vasta vicenda della conquista, i propri possedimenti e le reliquie ospitate a Bayeux.

Si è così ipotizzato che Oddone abbia commissionato l'arazzo per ornare la navata della ricostruita cattedrale di Bayeux, inaugurata nel 1077; un'altra congettura è che fosse destinato al palazzo che l'arcivescovo possedeva a Roma.
Anche per quanto riguarda l'origine geografica gli studiosi sono da sempre divisi fra due schieramenti: alcuni attribuiscono l'opera a una scuola francese, o comunque continentale, come all'abbazia di San Bertino di Saint-Omer, a quella di Mont Saint-Michel, o a qualche monastero nella regione della Loira; altri sostengono l'origine inglese, collocandone la fattura a Worcester, all'abbazia di Barking, a Winchester, o nel Kent, dove Oddone aveva importanti possedimenti.
Conseguentemente alle diverse ipotesi sull'origine, le supposte date di realizzazione variano grandemente, tra il decennio immediatamente successivo alla Conquista, sino a oltre un secolo dopo: se realizzato dalla regina Matilde sarebbe anteriore al 1083, anno della morte di questa; se commissionato da Oddone per la cattedrale sarebbe anteriore al 1077, se per il suo palazzo da collocarsi prima del 1082 o tra 1087 e 1097; se voluto dall'imperatrice Matilde si dovrebbe datare a un secolo dopo la Conquista, o anche successivamente, secondo l'ipotesi ottocentesca di Bolton Corney che lo vorrebbe realizzato per onorare l'episcopato di Robert de Ableges, a capo della diocesi di Bayeux tra 1206 e 1231.

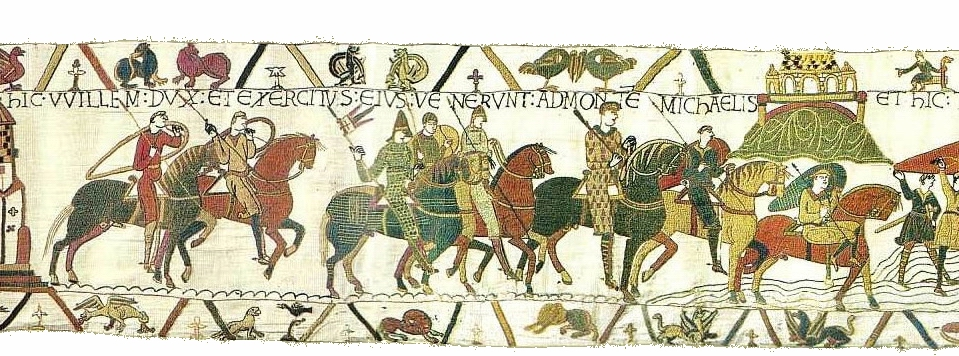
Scena 16 dell'arazzo. In alto a destra dell'immagine, l'uomo che indica l'abbazia di Mont-Saint-Michel potrebbe essere l'abate Scolland.

Recentemente si è affermata con una certa sicurezza l'ipotesi che l'arazzo sia stato prodotto negli anni 70-80 del secolo XI a Canterbury, nell'abbazia di Sant'Agostino, commissionato da Oddone.

In una seconda tesi si nega la presenza di Oddone, lasciando l'ideazione dell'opera esclusivamente ai monaci dell'abbazia; la sua frequente e forte presenza sull'arazzo rimarrebbe tuttavia a prova del contrario: egli è presente nelle scene 23 (giuramento di Aroldo), 43 (banchetto prima della battaglia, che richiama all'iconografia dell'Ultima Cena), 44 (Guglielmo assieme ai fratellastri Roberto e Oddone in un consiglio di guerra, scena intesa a celebrare la famiglia come fulcro della conquista normanna), 54-55 (Oddone in combattimento che, assieme a Guglielmo, ribalta le sorti della battaglia).

Resta invece tuttora incerta la collocazione originaria dell'arazzo: non solo il luogo specifico in cui fu esposto, ma anche il tipo di edificio a cui era destinato (cattedrale, monastero, palazzo nobiliare). 

Questi monaci, secondo Elizabeth Carson Pastan e Stephen White, probabilmente erano orientati verso un processo di ricomposizione tra normanni e anglosassoni, e a consolidare la rete dei sostenitori del monastero.
I due studiosi quindi relativizzano la capacità di condizionamento di Oddone, finanziatore, indicando i monaci quali creatori indipendenti dell'opera. Ciò potrebbe spiegare l'orientamento ideologico "neutrale" dell'arazzo (con la non demonizzazione di Aroldo) e la sfiducia che l'arazzo mostra verso i nobili laici, incapaci di siglare una pace definitiva e duratura; ciò spiegherebbe anche la presenza di numerosi personaggi minori, essendo questi appartenenti al circolo dei benefattori dell'abbazia di Sant'Agostino; spiegherebbe infine l'attenzione dell'arazzo verso la Bretagna e la Bassa Normandia, in quanto a capo dell'abbazia era Scolland, già monaco e scriba di Mont Saint-Michel e tra i firmatari dell'accordo di Winchester.

Resta il problema della datazione: il periodo di riconciliazione dei due popoli da parte del sovrano avvenne tra il 1066 e il 1068, anno di rinnovata conflittualità. Per quanto l'arazzo non sia stato commissionato dalla corte, il fatto che il dibattito del tempo fosse incentrato su tale questione potrebbe avere creato l'humus culturale per l'arazzo.

Se colleghiamo l'arazzo all'abate Scolland, egli ci viene in aiuto, in quanto divenne abate nel 1070. Il limite cronologico massimo rimane il 1082, anno della caduta in disgrazia del finanziatore Oddone.

## Contenuto

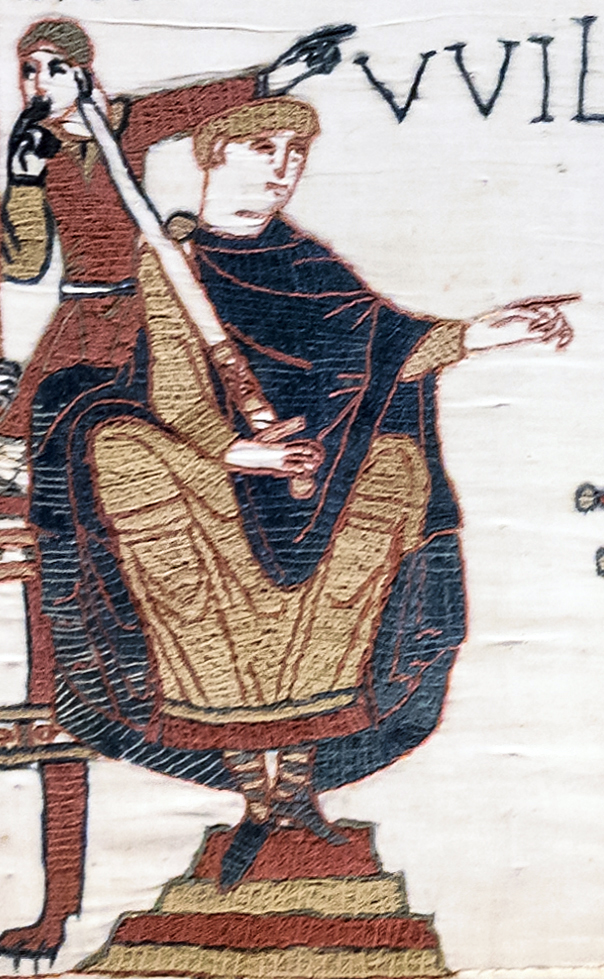
Il duca Guglielmo

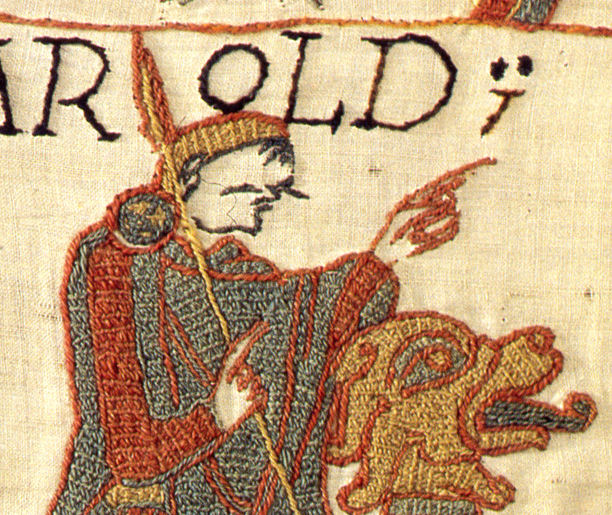
Il conte Harold

L'arazzo illustra l'invasione dell'Inghilterra da parte di Guglielmo, con brevi commenti in lingua latina.

Nella prima parte, Aroldo (Harold) è rappresentato presso la corte di re Edoardo (Edward), con atteggiamenti e simboli tipici dell'aristocrazia, come nelle scene 2, 3 e 4, in cui lo si vede andare a caccia con cani e falcone, mangiare nel suo palazzo nei pressi della costa e partire in nave per la Normandia. Venne quindi catturato da Guido I di Ponthieu per avere un riscatto e quindi rilasciato su ordine di Guglielmo, informato da una spia. Aroldo segue quest'ultimo nella sua spedizione in Bretagna, comportandosi valorosamente e salvando gli uomini di Guglielmo sul fiume Couesnon, venendo poi investito cavaliere.

La scena 23 del giuramento è, assieme alla mano di Dio nella scena 26 che indica l'abbazia di Westminster come luogo di sepoltura di Re Edoardo, l'unica scena in cui appare un elemento sacro in un'opera altrimenti di solo carattere laico. Egli è spesso ricordato come uno spergiuro, in quanto, una volta tornato in Inghilterra, non solo non appoggiò l'ascesa di Guglielmo a re, ma fece sì che fosse lui stesso il detentore di questa carica: la sua doppiezza è evidente nel gesto di un uomo del suo seguito, proteso verso le navi, che sembra incitare Aroldo ad imbarcarsi rapidamente per tornare in Inghilterra. Detto ciò, Aroldo venne di fatto tratto in inganno, poiché avrebbe affermato di non sapere che vi fossero delle sante reliquie nascoste sotto il libro sul quale aveva giurato, oppure venne costretto a giurare contro la propria volontà. Rinnegare la promessa gli valse in ogni caso la scomunica da parte del Papa (questa parte non presente sull'arazzo).
La realtà che veramente ci offre l'opera è però un'altra. L'arazzo ci offre una narrazione neutrale delle vicende, anche quella del giuramento, essendo lo scopo di questo la convivenza tra due diversi popoli. Ne è la dimostrazione la "parità" riservata ai morti di Hastings, essendo impossibile comprendere a quale schieramento i morti fanno parte.

Il vero messaggio, oltre all'invito a superare assieme il trauma dell'invasione, è quello di critica e sfiducia verso il mondo laico-aristocratico, portatore di morte ed instabilità. In ogni caso, essendo opera di religiosi, i morti eguali tra loro possono rappresentare una generica critica verso la guerra, negatrice della più basilare pietà cristiana. 

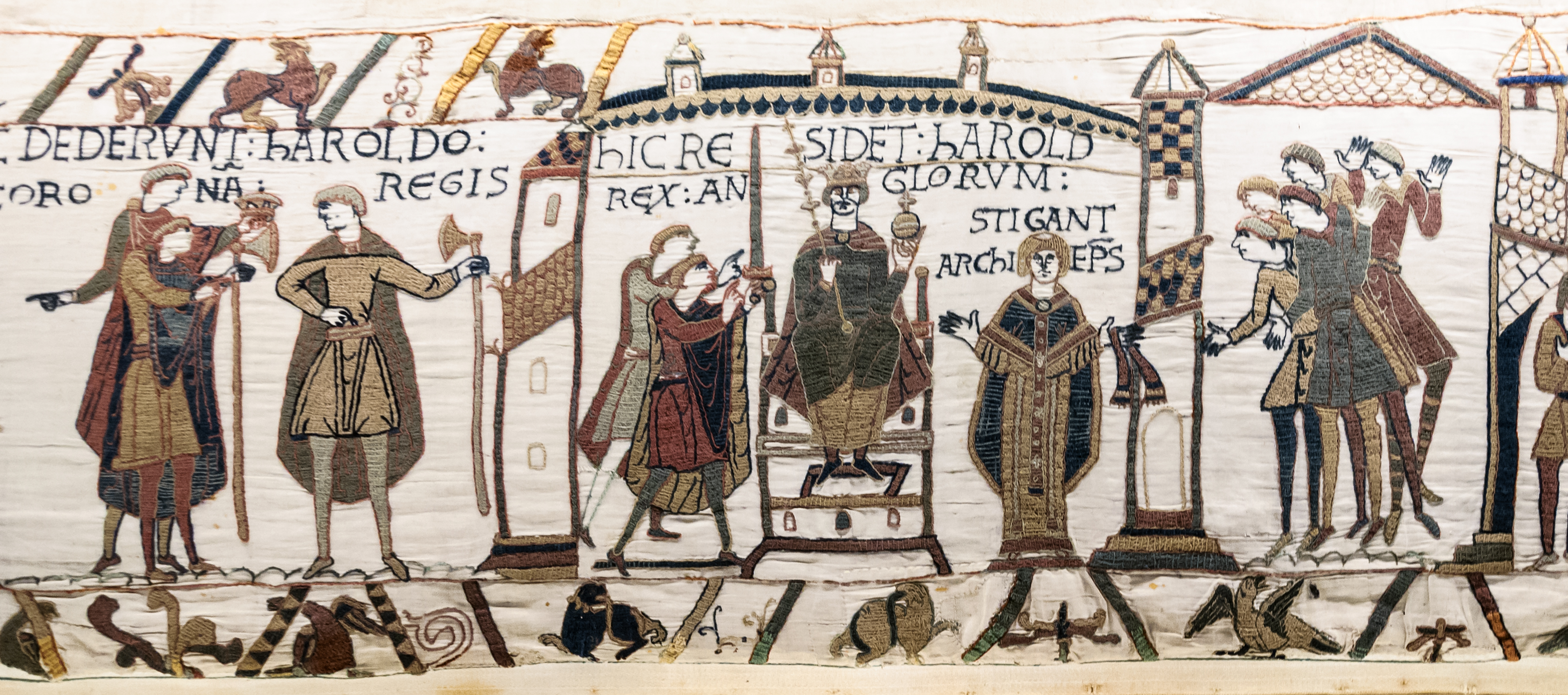
In questa immagine è visibile la tripartizione della società. A sinistra vi è l'aristocrazia militare che rende omaggio ad Aroldo appena incoronato presentando la spada, emblema del proprio status; a destra l'arcivescovo di Canterbury Stigand, coi paramenti sacri; all'esterno del palazzo, volti verso la sala del trono, cinque personaggi privi di connotati particolari, a rappresentare il resto della società.

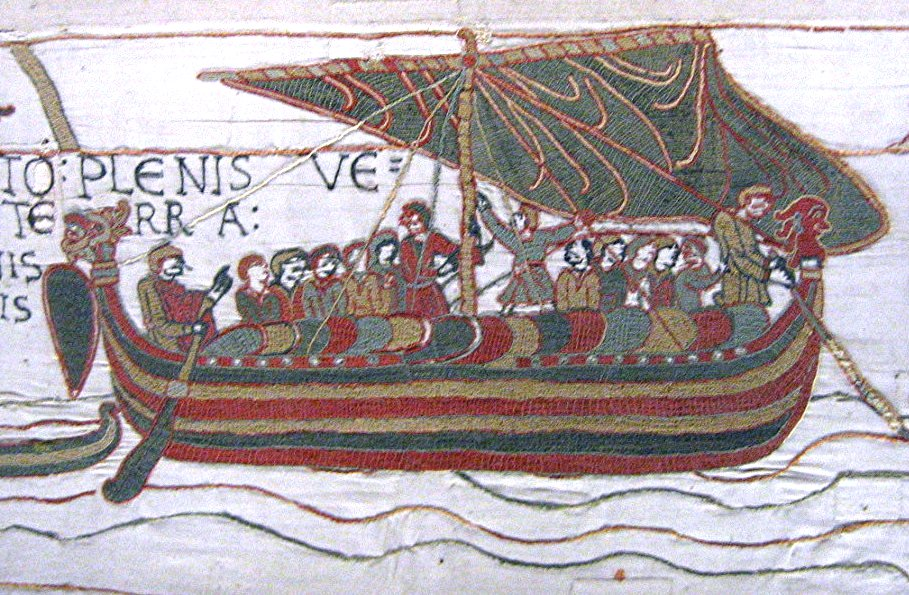
Nel 1064 il conte Harold sbarca, trascinato dalle correnti, sulle terre del conte Guido I di Ponthieu

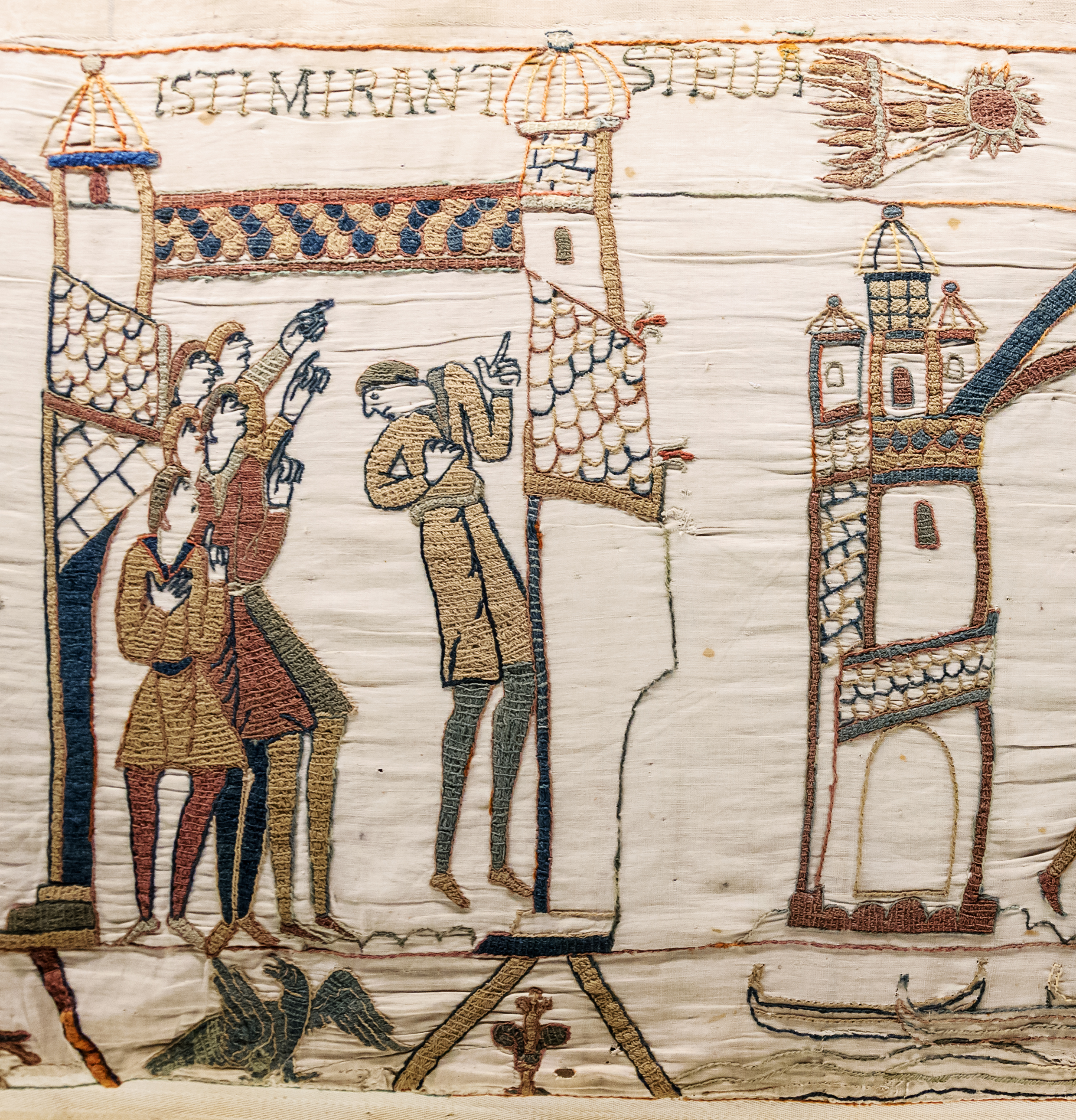
La cometa di Halley, osservata nell'aprile 1066

L'incoronazione, secondo l'arazzo, è legittima: poco prima della morte, re Edoardo designò Aroldo come erede attraverso il tocco della mano nella scena 27.

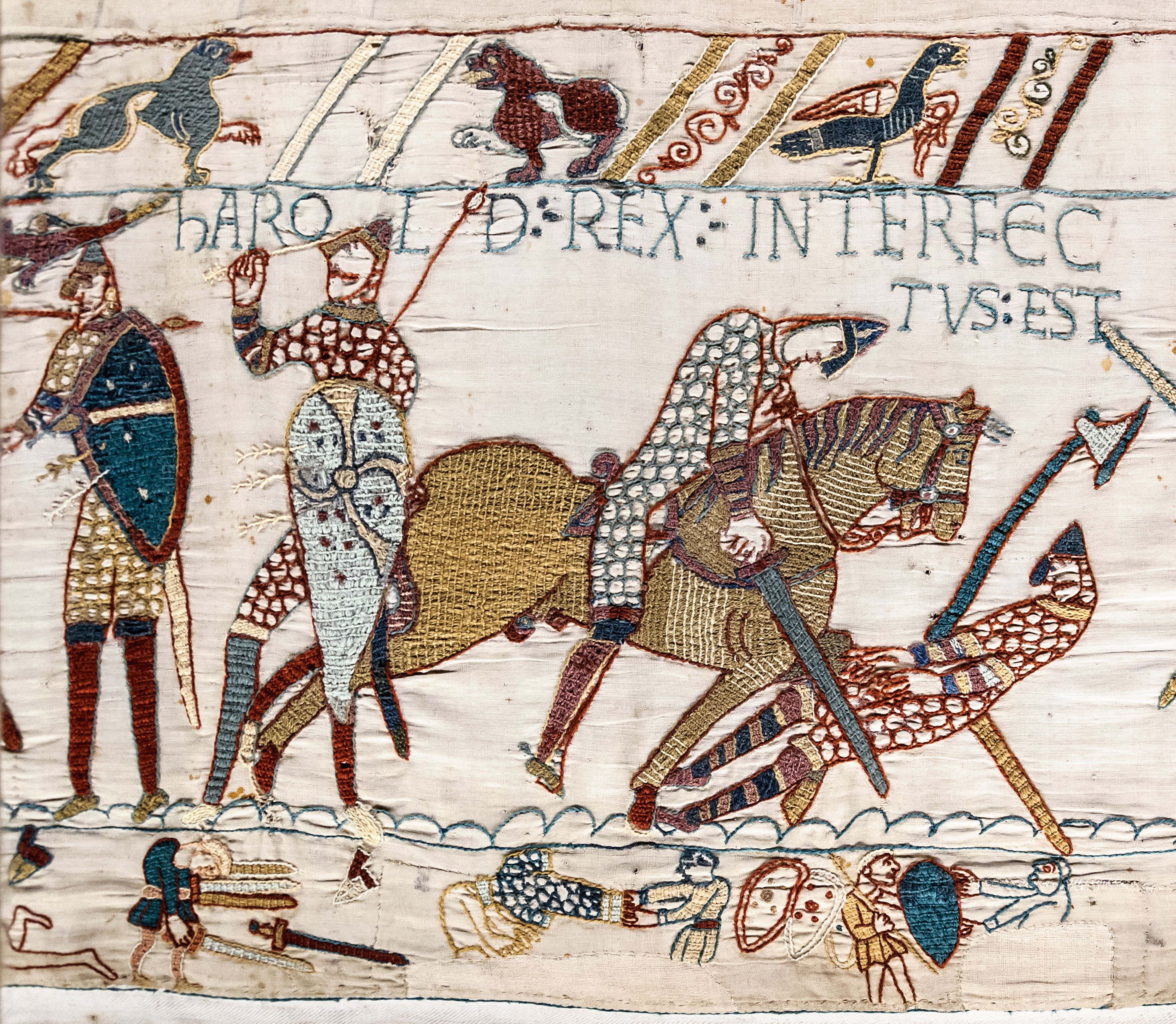
La morte di Harold il 14 ottobre 1066

L'arazzo contiene la rappresentazione di una cometa, identificata come la cometa di Halley, osservabile dall'Inghilterra alla fine di aprile del 1066. Essa è considerata come presagio negativo del potere di Aroldo, come mostra il suo trono traballante e le navi fantasma che evocano le prossime invasioni di Harald e Guglielmo (scena 33); a sostenere l'identificazione, il motivo raffigurante la cometa è del resto situato, nella successione degli eventi, in una posizione compatibile con quel periodo, ossia tra la scena dell'incoronazione di Harold (gennaio 1066) e l'annuncio a lui recato di una possibile invasione da parte della flotta normanna, riunita all'inizio di agosto del 1066 alla foce della Dives e nei porti circostanti.
Successivamente sull'arazzo si vedono i preparativi di Guglielmo per l'invasione; seguono immagini della battaglia di Hastings (14 ottobre 1066), rappresentata in maniera piuttosto accurata, in accordo con le fonti scritte.

### I fregi

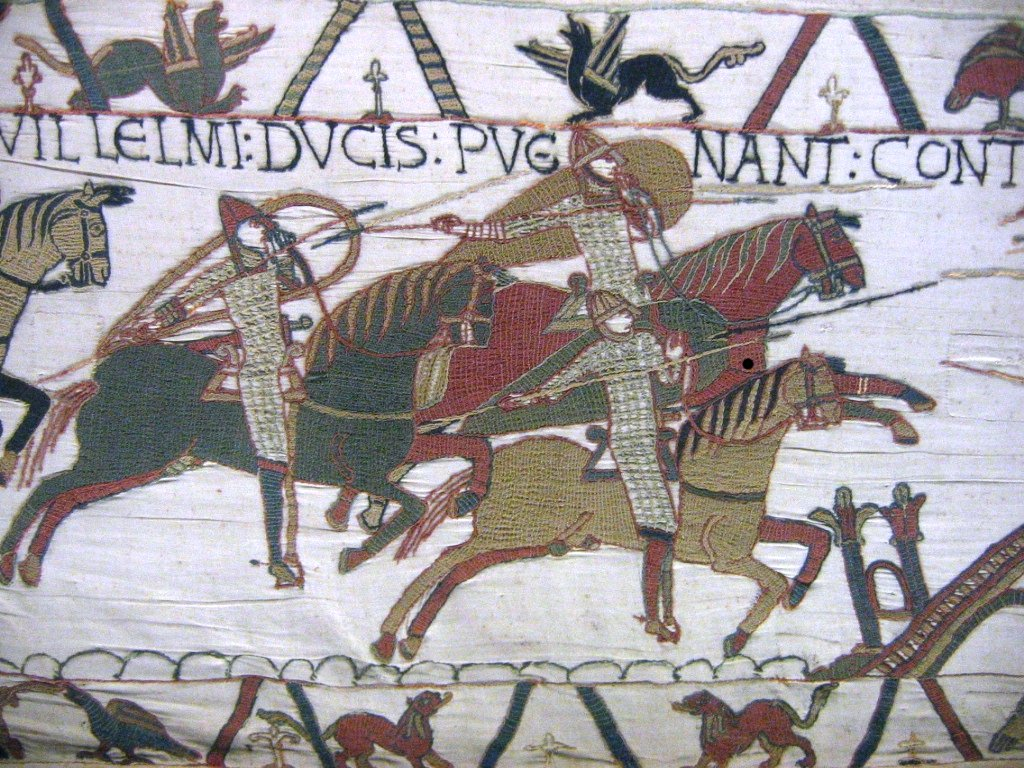
Fregi, in alto e in basso, con raffigurazioni di animali

Gli elementi (animali fantastici, selvaggi o domestici, favole, scene erotiche) raffigurati, con qualche intervallo, nella parte inferiore e superiore del tessuto non sembrano avere un rapporto col racconto principale solo secondo una minoranza di studiosi come Wolgang Grape o Carole Hicks.
La maggioranza degli specialisti ritiene invece che esistano dei collegamenti tra i fregi e la parte centrale della raffigurazione. D. Beirstein e Daniel Terkla ne hanno dato dimostrazione, ma il dibattito si appunta sul punto di vista riflesso dalle favole: R. Wissolik e D. Bernstein ne hanno dato spiegazione come un commentario anglosassone di ordine morale; per Bard McNulty e D. Terkla, si tratta di una parafrasi a sostegno del punto di vista normanno. Per altri storici dell'arte i disegni dei fregi avrebbero un significato apotropaico. 
La scena 33 mostra nella fascia inferiore delle navi fantasma, ed è strettamente legato alla fascia centrale (vedi prima). Si può con ciò notare che nella parte bassa dell'arazzo, una scena della favola del corvo e della volpe da Esopo, ripresa da Fedro, strettamente legata alla conquista.

Vi è anche la favola della capra che canta, rappresentata nella scena 7 (Aroldo catturato da Guido I di Ponthieu) e 51 (attacco di Guglielmo ad Hastings): essa è legata in modo univoco alla scena 7, in cui vi è Aroldo che caccia con falchi e levrieri, mentre nella fascia centrale è preda di Guido, così come il lupo al termine della caccia diventa preda.
Rimane tuttavia difficile applicare in modo coerente questo tipo di interpretazioni a tutte le favole. Si rivela inoltre infruttuoso tentare di individuare, secondo White, un buono o un cattivo negli animali di Esopo (e quindi nei personaggi e nelle vicende storiche dell'arazzo) per individuare l'orientamento dell'autore dell'arazzo nella conquista: se la volpe sottrae con l’inganno il formaggio al corvo, quest’ultimo lo aveva rubato da una finestra; il leone è un signore infedele, che non ricompensa la gru che lo ha liberato di un osso fermatosi in gola, ma la gru rappresenta chi serve i malvagi; la cagna incinta si impossessa con l’inganno e la forza della tana dell’altra cagna, ma quest’ultima è quantomeno ingenua. Questa è una chiave di lettura importante: le favole possono essere viste non tanto come un giudizio sui singoli eventi e i singoli personaggi, ma come un generale commento alla vicenda, tendente a criticare in modo più profondo i comportamenti dell’aristocrazia laica.

Sia l’uso delle fasce inferiore e superiore, sia il richiamo alle favole, consentono all'autore una libertà d’espressione e di critica del mondo laico.

La presenza di una fascia centrale e delle due marginali, superiore ed inferiore, probabilmente denotano un doppio registro comunicativo, in cui un piano predica la riconciliazione e dall'altro, più criptico, critica il fondamento del sistema politico laico, basato su patti e fedeltà.
Ad ogni modo, alla fine del racconto, quando infuria la battaglia tra Guglielmo e Aroldo, i motivi decorativi inferiori spariscono, e il fregio si riempie di arcieri, cadaveri, scudi ed armi cadute a terra, cadaveri spogliati, membra mozzate, come se tale "sconfinamento" dovesse rendere la furia del combattimento, impossibile a contenersi nella zona centrale dell'arazzo. 

Un altro sconfinamento si ha quando vi è la traversata della Manica da parte di Guglielmo, le cui navi riempiono la fascia superiore. Un ulteriore sconfinamento si ha nelle scene della morte di re Edoardo, dell'incoronazione di Aroldo e della cometa di Halley.

### Le donne
Pochissime sono le donne raffigurate nel fregio, tutte inglesi. Solo una è citata col suo nome: Aelfgyva (nome usato da diverse regine, che deriva dall'antico sassone Elf/give, cioè "dono degli elfi"), che è raffigurata con lunghe vesti all'interno di un edificio (reggia o chiostro?), nei pressi di una chiesa, con un audace chierico che da fuori le fa la corte o la insidia.

Le scene erotiche nei fregi delle scene 14 e 15 sembrano alludere ad uno scandalo sessuale legato alla misteriosa figura della giovane Aelfgyva. Sia dello scandalo che di Aelfgyva non sappiamo nulla.

Nella reggia inglese, vediamo una donna piangente, forse la regina o una dama che funge da prefica, al capezzale del re Edoardo. Infine, durante la conquista, una dama inglese che tiene per mano un bambino, forse la  moglie di un lord al seguito di Aroldo, guarda angosciata la sua casa che viene bruciata dai normanni su ordine di Guglielmo.

### Altri apporti
L'arazzo ci consente una conoscenza importante riguardo a fatti storici dei quali abbiamo poche altre tracce. Ci apporta informazioni sulla spedizione, sul ruolo che i fratelli di Guglielmo ebbero nella conquista, su Oddone.

Soprattutto è inestimabile il suo valore per la conoscenza della vita dell'epoca, innanzitutto sulle tecniche di ricamo dell'XI secolo, in particolare per la comparsa di quello che da allora è detto punto di Bayeux, ma anche su altre tecniche, dato che sono rappresentate scene di costruzione di castelli temporanei (Motte castrali)  e le navi; compaiono poi i carri dei trasporti e gli arredi della corte di Guglielmo e l'interno del castello di Edoardo, a Westminster; dalle numerose raffigurazioni di soldati si sono potute trarre informazioni circa l'equipaggiamento.
Così, sono ben visibili particolari aspetti tecnici dell'arte militare, come le staffe e gli speroni che usano i cavalieri normanni, una innovazione per l'epoca.

Vi sono dei segni distintivi sugli scudi, cosa poco diffusa fino ad allora; ed ancora, i soldati sono rappresentati mentre combattono a mani nude quando tutte le altre fonti scritte dell'epoca descrivono i soldati che si battono (e cacciano) quasi sempre muniti di guanti.

Osserviamo poi che l'acconciatura dei capelli dei protagonisti varia secondo la nazionalità: gli inglesi portavano capelli su tutto il capo, con baffi e barbe, mentre i normanni e la maggior parte dei loro alleati francesi avevano la parte bassa del cranio e il mento rasati.